# Británie v době protektorátu
Protektorát v Británii bylo období let 1653 až 1659, kdy byla Anglie (včetně Walesu) a později i Irsko a Skotsko řízeny lordem protektorem a tento těsný svazek nesl název Společenství Anglie, Skotska a Irska (anglicky Commonwealth of England, Scotland and Ireland).

## Historie

### Pozadí
Před protektorátem byla Anglie (a později Skotsko a Irsko) řízena přímo parlamentem a to do té doby, než byla Anglie roku 1649 prohlášena republikou. V dubnu 1653 byl parlament (Rump Parliament) rozpuštěn vojáky vedenými Oliverem Cromwellem z důvodu neefektivnosti jeho vládnutí a neochoty ukončit svou činnost. I když byli členové následujícího parlamentu (Barebones Parliament) jmenováni Cromwellem a vedením armády, ukázala se jeho kontrola problematická a zasedal pouze krátce od července do prosince 1653.

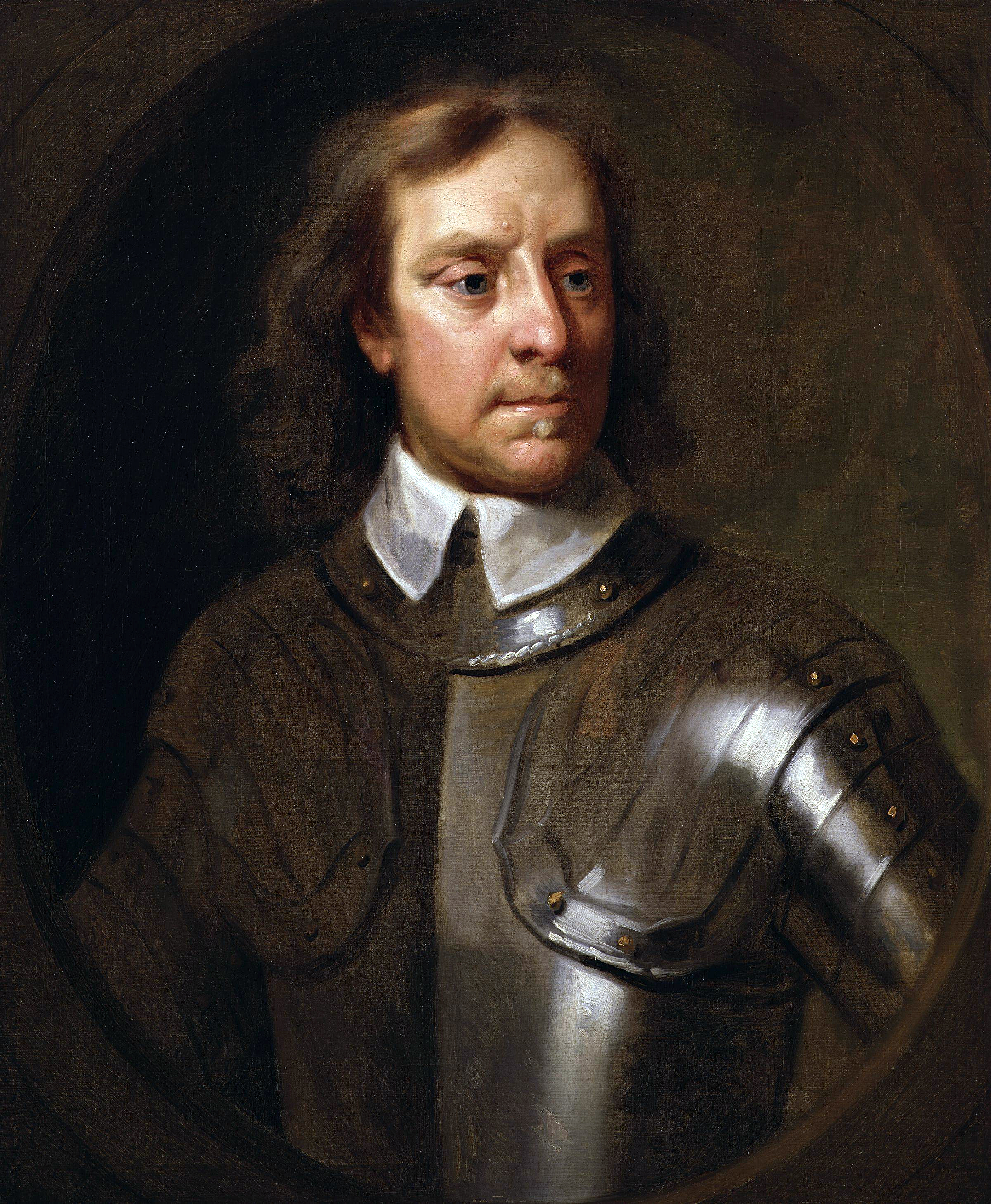
Oliver Cromwell

Po rozpuštění tohoto parlamentu navrhl John Lambert novou ústavu známou jako Instrument of Government založenou na požadavcích vznesených na Karla I. po jeho porážce v první občanské válce. To jmenovalo Cromwella celoživotním lordem protektorem. Bylo mu uděleno právo svolávat a rozpouštět parlament ale byl povinen většinu pro volbu státní rady[zdroj⁠?!]. Jeho moc se také opírala o pokračující popularitu v armádě, kterou vybudoval v době občanské války. Cromwell složil přísahu jako lord protektor 15. prosince 1653.

### Vláda brigádních generálů
První zasedání parlamentu v období protektorátu se konalo 3. září 1654 a po odsouhlasení některých opatření připravených Cromwellem začal pracovat na ústavních změnách. Cromwell, aby nemusel prosazovat změny v návrzích zákonů parlamentu, ho rozpustil 22. ledna 1655. Po vzpouře králových přívrženců vedených sirem Johnem Penruddockem, rozdělil Cromwell Anglii na vojenské okruhy řízené brigádními generály zodpovědnými pouze jemu. Těchto patnáct generálů a jejich zástupci bylo zodpovědných za bezpečnost území, které spravovali a vytvářeli Cromwellovi mocenské zázemí.
Generálové nejen veleli vojenským silám, ale zajišťovali také výběr daní a podporu pro vládní rozhodnutí v jednotlivých oblastech. Byli jmenováni i komisaři pro udržení mírového vývoje v zemi, kteří spolupracovali s jednotlivými generály. Funkce vojenských velitelů ale trvala méně než rok, protože převládlo mínění, že překračují své pravomoci. Jejich pozice byla ztížena i návrhem daňového zákona přijatého druhým protektorátním parlamentem, svolaným v září 1656, který nechtěl, aby se Anglie stala vojenským státem. Neschopnost Cromwella zajistit generálům podporu vyústila v jejich demisi.

### Zahraniční politika
V té době Cromwell změnil i zahraniční politiku státu. První anglo-holandskou válku, která vypukla roku 1652, proti Republice spojených nizozemských provincií vyhrálo anglické vojsko vedené admirálem Robertem Blakem roku 1654. Cromwell si byl vědom přínosu židovské komunity pro ekonomický rozvoj nizozemských provincií, hlavního ekonomického soupeře Anglie. Vzhledem ke své toleranci vůči soukromému vlastnictví lidí, kteří neměli evangelické vyznání, podnítil, po 350 letech od té doby kdy je Eduard I. ze země vyhostil, návrat židů do Anglie, v přesvědčení, že pomohou oživit hospodářství země zničené občanskou válkou.

### Cromwellova role

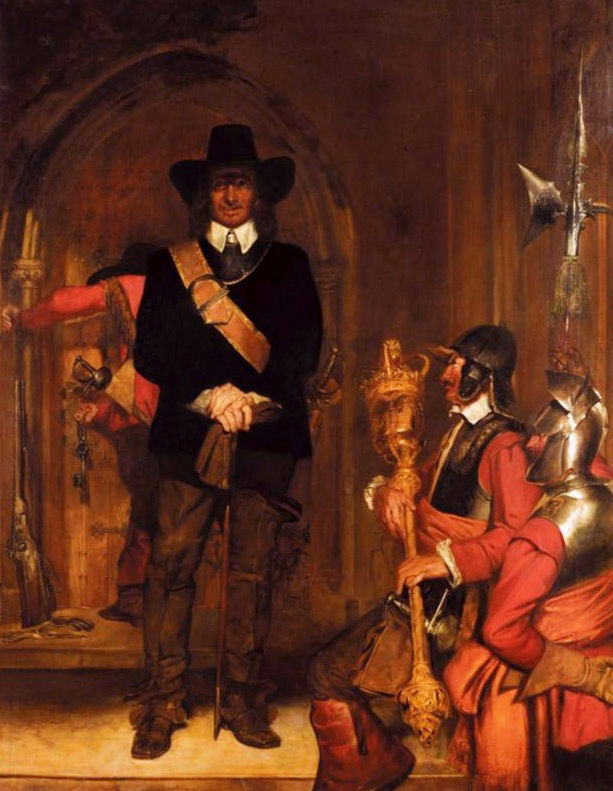
Oliver Cromwell

Cromwellovi byla roku 1657 nabídnuta parlamentem, jako součást navrhovaných ústavních změn, koruna. Po šesti týdnech váhání tuto nabídku, i s ohledem na to, že se podílel na zrušení monarchie, odmítl. Místo korunovace byl Cromwell znovu ustanoven ve Westminster Hall do funkce lorda protektora. Při tomto ceremoniálu seděl Cromwell na křesle krále Eduarda, které sem bylo pro tuto příležitost přemístěno z Westminsterského opatství.
Událost částečně připomínala korunovaci, protože byly použity některé symboly jako purpurový plášť, přísaha věrnosti a žezlo (ale ne koruna a královské jablko). Nejdůležitějším rozdílem bylo to, že úřad lorda protektora nebyl dědičný, i když Cromwell byl schopen jmenovat svého nástupce. Cromwellovy pravomoci byly uvedeny v dokumentu Humble Petition and Advice (druhá a poslední psaná verze anglické ústavy), který nahradil původní Instrument of Government. Cromwell sám se snažil svou roli zmenšovat a označoval se za velitele a hlídače.

### Postcromwellovské období
Po jeho smrti v prosinci 1658 se stal lordem protektorem jeho třetí syn Richard. Ten ale nebyl schopen kontrolovat armádu, a tak v květnu 1659 rezignoval. Po chaotickém obnovení republiky byla v květnu 1660, hlavně za iniciativy generála George Moncka, obnovena monarchie.

## Symbolika

vlajka:
1651–1658 (vlajka společenství)
od 1658 (vlajka společenství)
standarta protektora (1653–1659)